# بيت الحجري (بعدان)

تعديل مصدري - تعديل

بيت الحجري هي إحدى قرى عزلة الحرث بمديرية بعدان التابعة لمحافظة إب، بلغ تعداد سكانها 690 نسمة حسب تعداد اليمن لعام 2004.